# 도부 다케자와역
도부 다케자와 역(일본어: 東武竹沢駅)은 일본 사이타마현 히키군 오가와정에 있는 철도역이다.

## 역 구조
섬식 승강장 1면 2선의 지상역. 자동개찰구와 엘리베이터가 설치되어 있다.
성토 위에 승강장이 있기 때문에 개찰구 및 역사(히가시구치)는 승강장 밑에 있다. 구 역사가 있었고 역 서쪽으로는 개찰 외 자유 통로로 연결되고 있으며, 니시구치로 표시되고 있다.
화장실은 역사 개찰 내에서 유니버설 디자인의 일환으로서 다기능 화장실을 병설한다.

### 승강장
| 1 | ■ 도조 본선 (하행) | 요리이 방면                                      |
| 2 | ■ 도조 본선 (상행) | 오가와마치·가와고에·시키·와코 시·이케부쿠로 방면 |

- 오가와마치 역으로의 이케부쿠로 방면은 오가와마치 역에서 환승이 된다.

## 이용 상황
- 2010년도의 1일 평균 승하차인원은 784명.

## 역 주변
- 국도 제254호선
- 동일본 여객철도 하치코 선 다케자와역 - 니시구치에서 서쪽으로 약 500m.
- 오가와 정립 다케가와 소학교
- 도부 다케자와 역전 우체국
- 혼다 기연 공업 오가와 공장
- 사이타마 현립 오가와 지내플라자

## 역사
- 1932년 7월 23일: 다케자와역으로 영업 개시.
- 1934년 10월 6일: 국유 철도 하치코 선 다케자와 역 개업에 따른 역명을 도부 다케자와 역으로 개명함.

## 사진

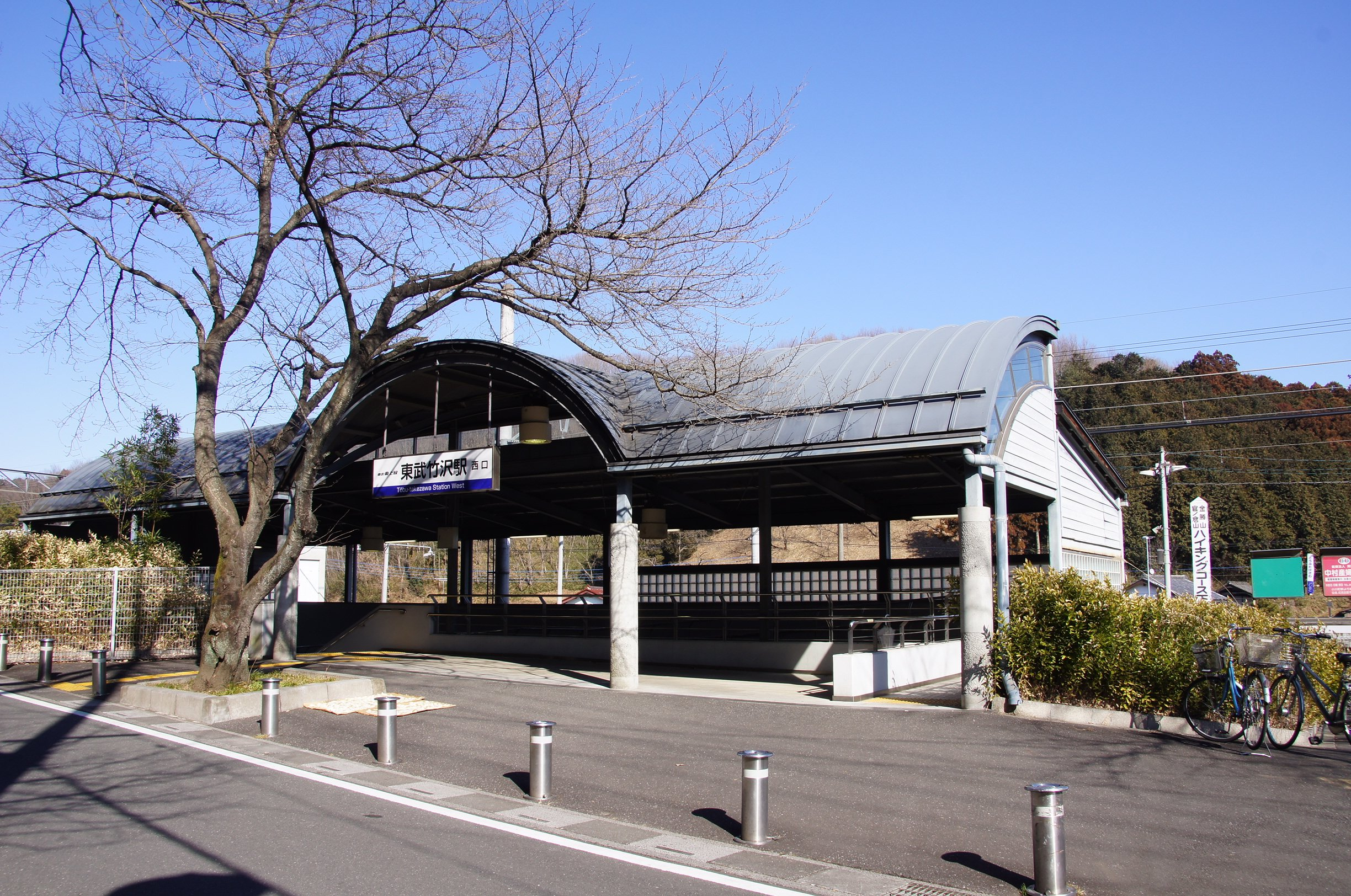
서쪽 출입구 모습(2012년 2월 19일)

## 인접역
| 도부 철도 ■ 도조 본선            | 도부 철도 ■ 도조 본선 | 도부 철도 ■ 도조 본선      |
| -------------------------------- | --------------------- | -------------------------- |
| TJ-33 오가와마치 이케부쿠로 방면 |                       | 오부스마 TJ-35 요리이 방면 |